# Мухаммад ас-Шариф ас-Сануси
Мухаммад ас-Шариф ас-Сануси (1846 Дерна — 12 марта 1896, Джагбуб) — второй сын Мухаммада ибн Али Ас-Сануси. Представитель династии Сануситов.

## Биография
Родился Мухаммад ас-Шариф в 1846 году в городе Дерна. Его отец был основателем Тариката Санусия и одноимённой династии. Его воспитанием занималась его мать и дед по материнской линии. Перед смертью отец попросил обоих своих сыновей основать зависят Аль-Джагбуб. После смерти отца в 1859 году, его брат Мухаммад аль-Махди стал главой Сануситов. Мухаммад ас-Шариф пользовался авторитетом, к нему обращались за советом, в том числе и старейшины. Умер он в Джагбубе 12 марта 1896 года в результате болезни. После смерти его брата его сын Ахмад станет во главе Династии.
У Мухаммада ас-Шарифа при жизни было четыре жены и пять детей в. том числе Ахмад.